# Вьетнамская мафия
Вьетнамская мафия — общее название для организованной преступности во Вьетнаме и этнических преступных группировок, состоящих из вьетнамцев.

## История
Организованная преступность существовала в Южной Азии ещё с древних времен. В долине реки Меконг банды действовали в течение нескольких столетий. Они собирали дань с речных торговцев, вымогали деньги у купцов, терроризировали крестьян. К 1870-м годам, когда Индокитай был колонизирован французами, организованная преступность фактически стала частью вьетнамского общества. В июле 1941 года на территорию Индокитая вошли войска Японии. Вьетнамский генерал Ли Ван Ен сумел убедить японцев назначить его начальником полиции Сайгона. Впоследствии более десяти лет Ли Ван Ен контролировал игорный бизнес, наркоторговцев и сутенеров.
Большинство вьетнамских организованных преступных группировок появились и развились после войны во Вьетнаме. После того, как войска Северного Вьетнама захватили Сайгон, из страны хлынул поток беженцев. Более 60 тысяч человек переселились в США, которые в то время переживали экономический спад. Десятки тысяч вьетнамцев переехали в другие страны Азии (им приходилось жить в лагерях для беженцев),  Канаду, Францию и в Австралию. В среде этих беженцев и стали зарождаться вьетнамские организованные преступные группировки.

## Структура
Крупные вьетнамские группировки имеют иерархическую структуру, по принципу близкую к китайским триадам. Вьетнамскую мафию иногда называют «змеей» из-за её принципа транснациональной деятельности — сначала появляется «голова» — человек, устанавливающий контакты с властными национальными структурами, затем подтягиваются «тело» — основные силы ОПГ. Внутри группировки установлена жесткая иерархия, железная дисциплина и тотальный контроль за каждым участником сообщества. В небольших же вьетнамских бандах обычно нет иерархической структуры, лидером становится наиболее опытный человек. Лидерство в банде меняется в зависимости от того, у кого больше опыта в том или ином деле. Это затрудняет борьбу правоохранительных органов с вьетнамской мафией, поскольку лидера бывает трудно установить, и после задержания главаря группировка обычно не распадается.

## Вьетнамская мафия в США
После эмиграции в США многие вьетнамцы стали объединяться в банды. Как и другие этнические группировки, вьетнамские банды сначала терроризировали своих земляков, запугивая жертв, чтобы те не обращались в полицию. В Южной Калифорнии вьетнамские банды занялись грабежами квартир.
Постепенно банды набрались опыта в таких преступлениях, и впоследствии они стали  совершать квартирные грабежи в других штатах. Бандиты отличались особой жестокостью, в том числе по отношению к другим вьетнамцам. Проникнув в дом, налетчики вымогали деньги у жильцов, иногда насиловали женщин, простреливали ногу главе семьи. Если в доме был маленький ребёнок, бандиты приклеивали его изолентой к стене и начинали стрелять в стену вокруг него. Иногда налетчики подвергали своих жертв жестоким пыткам. Позже вьетнамские банды стали заниматься квартирными грабежами и в других странах, в том числе в Канаде и странах Азии.
В настоящее время вьетнамские преступные группировки существуют во всех крупных городах США. Они активно действуют в 16 штатах. Одним из центров сосредоточения вьетнамских, лаосских и камбойджийских общин является город Венсмистер. В этом городе проживает много вьетнамцев, из-за чего Венсмистер прозвали маленьким Сайгоном. В штате Калифорния действуют около 15 тысяч азиатских бандитов, в том числе группировка Вьетнамские парни (VBZ), Asian Boyz (которая состоит из вьетнамцев, выходцев из Лаоса и Камбоджи), Wah Ching, состоящая из китайцев и вьетнамцев. Традиционно торговлей героином на Западном побережье США занимаются китайские триады, давно закрепившиеся в этих районах. Иногда триады для распространения героина прибегали к помощи вьетнамских группировок. но при этом отношения между китайскими и вьетнамскими группировками были далеко не самыми лучшими. Позже вьетнамцы организовали сеть распространения метамфетамина.
Часто вьетнамские группировки совершают преступления не только ради наживы, но и для повышения авторитета группировки. Часто враждующие между собой вьетнамские банды объединяются для совершения совместных преступлений, а после дележа добычи вновь продолжают враждовать друг с другом.

### Natoma Boyz
Самой крупной вьетнамской группировкой на западном побережье США является банда Natoma Boyz, которая начала действовать в начале 1990-х годов. Занимаясь грабежами и угонами автомобилей, банда всего за 4 месяца  добыла более миллиона долларов. Группировка состояла примерно из 150 человек. Natoma Boyz первой из вьетнамских банд переняла манеры уличных группировок США, выбрав собственные цвета и символику. В середине 1990-х правоохранительные органы начали борьбу с Natoma Boyz, и многие бандиты были арестованы.

### Orange Boyz
Другой известной вьетнамской ОПГ Калифорнии является банда Orange Boyz. Её  участники группировки занимались изготовлением фальшивых банковских чеков, которые курьеры банды распространяли в других штатах. Они приезжали в города, в которых находились нужные банки, и нанимали местных представителей азиатских общин, чтобы обналичить чеки. Банде удалось обналичить чеки в 16 штатах. 40 % выручки распределялись между участниками группировки, остальное доставалось вьетнамцам, которых бандиты нанимали для обналичивания. Группировка нанесла банкам ущерб в миллионы долларов. Позже лидер банды Фонг Ву Нгуен приказал своим подчиненным  отойти от криминальной деятельности. Позже один из участников банды убил полицейского, остановившего его автомобиль. Впоследствии Фонг Ву Нгуен был приговорен к 8 годам заключения за подделку банковских чеков.

## Вьетнамская мафия в Австралии
Так же, как и в США, вьетнамская мафия в Австралии начала зарождаться в среде эмигрантов. Многие вьетнамцы объединились в банды, которые сначала не были достаточно организованы. Обычно бандиты собирались вместе, совершали преступление и расходились. В настоящее время вьетнамские преступные группировки в Австралии занимаются кражами, торговлей героином и контрабандой, организуя и контролируя распространения товара собственного производства. Постепенно вьетнамские ОПГ стали более масштабно заниматься контрабандой и наркоторговлей, продавая крупные партии наркотиков. Многие вьетнамские гангстеры стали заниматься легальным бизнесом.
Жертвой вьетнамский гангстеров стал австралийский политик Джон Ньюмен, который решил бороться с наркоторговлей на улицах Сиднея. Он выступал по телевидению и устраивал митинги во вьетнамском районе города. Ньюмену стали угрожать по телефону, а через какое-то время бандиты обстреляли его автомобиль и его кабинет. Позже Ньюмен был убит у дверей собственного дома двумя вьетнамскими бандитами.

### 5Т
Основная статья: 5Т
5Т — вьетнамская преступная группировка, действовавшая в  1989—1995 годах в Кабраматте и Бэнкстаунском районе Сиднея в Австралии.
5т была создана молодыми людьми, которые приехали вместе с родителями в Кабраматту в Австралию после падения Республики Вьетнам. Группировка начала формироваться в середине 1980-х годов. Название произошло из-за пяти вьетнамских слов, начинающихся на букву «т»: «Tình», «Tiền, «Tù», «Tội» и «Tự», которые означают любовь, деньги, тюрьма, наказание и месть. Также 5T означает «tuổi trẻ thiếu tình thương», что приблизительно переводится как «детство без любви». Участники группировки наносили татуировку с эмблемой, состоящей из горизонтальной прямой линии, соединенной с 5 вертикальными линиями, и фамилией одного из первых участников банды - Три Мин Трана. Тран родился во Вьетнаме в 1975 году и прибыл в Австралию как беженец в возрасте 7 лет. В одиннадцать лет он был арестован за ношения обреза. В течение последующих двух лет его подозревали в убийстве двух участников конкурирующей банды. Это доказано не было. В 1989 году, в возрасте 14 лет Тран стал руководителем банды.
В 1995 году Тран был убит, что вызвало борьбу за власть внутри группировки, в результате чего другой лидер 5Т был убит. От группировки откололись две банды — «Четыре туза» и «Парни Мадонны», которые также действовали в Кабраматте. В 1999 году началась война между этими группировками и 5Т, что привело к увеличению числа убийств в Кабраматте. Лидер «Четырёх тузов» и «Парней Мадонны» По Ван Ли вскоре после освобождения из мест лишения свободы был убит в пабе за пределами Западного Сиднея в том же 1999 году. Кроме этих двух группирповок, преемниками 5т являются банда Черного и красного дракона, которая продолжает активно заниматься наркоторговлей и рэкетом в Сиднее и Мельбурне. Банда красного и черного дракона пыталась вербовать новых участников из местных школ, считается что она является ответвлением триады Big Circle Gang. Полиция штата Новый Южный Уэльс в 2002 году учредила целевую группу под руководством Дэйва Мэддена для борьбы с триадами. Несмотря на успехи полиции в борьбе с азиатскими бандами, некоторые ответвления и отдельные бывшие участники банд по-прежнему активно действовали в Мельбурне в конце 2005 года, но с 2006 года после окончательной победы над азиатскими ОПГ целевая группа была расформирована, и проблемой азиатских банд стал заниматься департамент по борьбе с организованной преступностью. Это произошло из-за снижения активности азиатских банд и азиатской преступности в штате. Пригороды Сиднея, такие как Ричмонд, Спрингвейла, Сент-Олбанс и Саншайн Футскрей Бёрк-стрит Аркаде, Новый Южный Уэльс и Бокс Хилл в конце 2010-х годов были центрами концентрации наркоторговли и высокой преступности, но позже это прекратилось в какой-то степени благодаря полицейской операции «Флюид», а также другим действиям, приведшим к успеху в борьбе с азиатскими бандами.
По поводу криминальной войны в 2001 году парламентом Австралии был сделан запрос, в котором офицер полиции Кабраматты Тим Прист получил предупреждение по поводу всплеска насилия банд (в том числе вьетнамских, китайских и ближневосточных) в юго-западном Сиднее. Прист был подвергнут критике за его комментарии тогдашним министром образования Нового Южного Уэльса Джоном Акилином и преемником Ньюмена Ребой Мигером, который назвал Приста раздражённым детективом, но позже был вынужден принести извинения.
Австралийское бюро криминальной разведки (ABCI) дал следующее описание сети незаконного оборота наркотиков в пригороде Сиднея Кабраматте участием банды 5Т. 
Базирующаяся в Кабраматте группировка активно занималась торговлей очень чистым героином (от 65 до 75% чистоты) в районе, а также систематическими вымогательствами, грабежами квартир со взломом и другими преступлениями.
5Т стала доминирующей бандой по торговле героином в Кабраматте, особенно на улицах. 5T торговала в центре Кабраматты высококачественным героином из Юго-Восточной Азии, по той же цене, по которой менее чистым героином гангстеры торговали в других местах. Это привлекло наркоманов и дилеров издалека. Организуя ввоз героина (обычно пропитывая им ткани, или с помощью курьеров, возвращающихся из Вьетнама), гангстеры были в состоянии значительно снизить свою зависимость (и накладные расходы) от китайских бандитов, которые контролировали большую часть рынка наркотиков. Участники 5T не использовали посредников, а занимались наркоторговлей непосредственно на улицах.